# Copperas Cove
Copperas Cove és una població dels Estats Units a l'estat de Texas. Segons el cens del 2000 tenia 29.592 habitants.

## Demografia
Segons el cens del 2000, Copperas Cove tenia 29.592 habitants, 10.273 habitatges, i 8.023 famílies. La densitat de població era de 820,2 habitants/km².
Dels 10.273 habitatges en un 47,3% hi vivien nens de menys de 18 anys, en un 62,2% hi vivien parelles casades, en un 12,7% dones solteres, i en un 21,9% no eren unitats familiars. En el 16,7% dels habitatges hi vivien persones soles el 3,2% de les quals corresponia a persones de 65 anys o més que vivien soles. El nombre mitjà de persones vivint en cada habitatge era de 2,85 i el nombre mitjà de persones que vivien en cada família era de 3,19.
Per edats la població es repartia de la següent manera: un 32% tenia menys de 18 anys, un 14,2% entre 18 i 24, un 33,3% entre 25 i 44, un 15,4% de 45 a 60 i un 5,1% 65 anys o més.
L'edat mediana era de 27 anys. Per cada 100 dones de 18 o més anys hi havia 96,3 homes.
La renda mediana per habitatge era de 37.869 $ i la renda mediana per família de 40.517 $. Els homes tenien una renda mediana de 26.406 $ mentre que les dones 22.270 $. La renda per capita de la població era de 15.995 $. Aproximadament el 8,1% de les famílies i el 9,6% de la població estaven per davall del llindar de pobresa.

## Poblacions més properes
El següent diagrama mostra les poblacions més properes.